# Hôtel-Dieu de Montreuil-sur-Mer
L'Hôtel-Dieu de Montreuil-sur-Mer est un ancien hôpital, auquel est adossée une chapelle, situé à Montreuil-sur-Mer, dans le département du Pas-de-Calais, en région Hauts-de-France.

## Localisation
L'Hôtel-Dieu est sis place Gambetta.

## Historique
L'Hôtel-dieu est composé d'un hôpital auquel est adossée une chapelle. 
L'hôpital est fondé au XIIIe siècle par Gauthier de Maintenay et confié au clergé, et plus précisément aux sœurs augustines jusque dans les années 1980. Durant le Second Empire, un nouvel hôpital, répondant mieux aux besoins, est construit et inauguré en décembre 1857. Il conserve sa fonction d’hôpital jusqu’en 1995, année de sa vente. L'hôpital, appelé centre hospitalier de l'arrondissement de Montreuil (CHAM), est transféré sur la commune de Rang-du-Fliers. L'Hôtel-dieu est transformé en hôtel. L’architecture de la partie hôtelière date de Napoléon III.
La chapelle Saint-Nicolas, édifiée au XVe siècle et XVIe siècle, est restaurée par l'architecte Clovis Normand, en 1875, et qui en conserve le portail du XVe siècle. À l'extérieur, son style néogothique contraste avec l’intérieur, fait de boiseries et d’un maître-autel richement orné. La dernière restauration effectuée, qui date de 2018, est celle de la flèche.
La chapelle, adossée à l'Hôtel-Dieu, fait l’objet d’une inscription au titre des monuments historiques depuis le 28 juillet 2000,,.

## Pour approfondir